# Lanceoptera panochra
Lanceoptera panochra är en fjärilsart som beskrevs av Antonius Johannes Theodorus Janse 1960. Lanceoptera panochra ingår i släktet Lanceoptera och familjen stävmalar. Inga underarter finns listade i Catalogue of Life.